# كريس كيتينغ (لاعب كرة قدم أمريكية)
كريس كيتينغ (بالإنجليزية: Chris Keating)‏ هو لاعب كرة قدم أمريكية أمريكي، ولد في 12 أكتوبر 1957 في بوسطن في الولايات المتحدة.

## وصلات خارجية
- كريس كيتينغ على موقع مرجع كرة القدم المحترفة.كوم (الإنجليزية)